# Temple de Ptah et de Sekhmet de Ramsès II
Pour les articles homonymes, voir Temple de Ptah.
Le temple de Ptah d'Ousirmaât-Rê setep-en-Rê a été édifié par Ramsès II au sud de l'enceinte de l'Hout-ka-Ptah, enceinte principale du site de Memphis, non loin du grand colosse du roi exposé dans le musée en plein air de la ville de Mit-Rahineh.

## Description et fouille
Découvert en 1959, l'édifice est aujourd'hui réduit à l'état de ses fondations ou premières assises car il a servi de carrière dès la fin de l'Antiquité. Ses blocs de calcaire ayant été prélevés pour l'édification d'autres monuments ou bien pour la production de chaux, son plan a toutefois pu être établi grâce à ses fondations restées sur place ainsi qu'aux élément de granite et de basalte abandonnés qui ponctuent ses principales parties.
Orienté est-ouest, ses dimensions sont plus modestes que les autres édifices du règne découverts dans les environs. Il ouvrait par un pylône sur sa façade occidentale qui donnait dans une cour assez vaste précédant la zone du sanctuaire. Ce dernier semble avoir une distribution analogue au temple dédié à Ptah que le roi avait également fait édifier au sud de l'enceinte principale mais à l'opposé du présent site, vers l'ouest. L'état de ruine des chapelles ne permet pas d'en comprendre clairement la distribution et s'il est probable qu'il était tripartite, rien n'indique que chacune de ces chapelles ouvrait autrefois sur la cour. Elles pourraient tout aussi bien avoir été reliées entre elles, la chapelle axiale étant la pièce centrale du culte, tandis que les chapelles latérales en seraient donc des dépendances.
Une indication en ce sens est la découverte dans la chapelle centrale d'une grande triade représentant le dieu Ptah encadré par Ramsès II et la déesse Sekhmet.
La cour était dotée d'un portique à piliers en façade du sanctuaire, dont seules quelques bases ont pu être identifiées de part et d'autre de l'axe du temple et apparemment déplacées à une date ultérieure soit à l'occasion d'un remaniement de l'édifice soit lors de sa destruction, elles ne permettent pas là encore d'en saisir l'ordonnancement. Quoi qu'il en soit le plan de cet édifice n'est pas sans rappeler celui des temples reposoirs qui jalonnent les voies processionnelles, et il se trouve précisément qu'une telle voie en direction de l'enceinte principale de la cité a été identifiée non loin du petit temple .
Le pylône du temple mesurait une quinzaine de mètres de large pour une épaisseur de trois. Sa porte centrale était constituée de deux montants et d'un linteau monolithiques en granite qui ont été retrouvés in situ renversés et abandonnés par les carriers qui ont pillé le site. Son élévation peut être restituée à près de sept mètres de hauteur, corniche surplombant le linteau comprise.
Devant le pylône deux bases de granite ont été retrouvées. Elle supportaient autrefois deux colosses du roi dont l'un était presque intact au moment de sa découverte alors que le second était brisé en plusieurs morceaux. Reconstitué il a été déplacé avec son jumeau dans le musée en plein air du site un peu plus au nord. La qualité des sculptures indiquent que ces deux colosses sont des œuvres du Moyen Empire réemployées par Ramsès à l'occasion de la fondation de ce nouveau temple dédié aux dieux de Memphis.

## Interprétation
La présence dans le sanctuaire d'une triade colossale et non d'un naos pouvant contenir une statue de culte est une indication supplémentaire dans l'identification de cet édifice avec une fondation dédiée par Ramsès à Ptah et Sekhmet et qui devait servir de temple reposoir lors des grandes processions religieuses de la cité.
Le roi y aurait joué alors le rôle de l'enfant du couple formé par Ptah et Sekhmet, s'identifiant à Néfertoum, complétant ainsi la famille divine honorée dans ces lieux.